# フィルム・コミッション
フィルム・コミッション（Film Commission、略称：FC）とは、地域活性化を目的として、映像作品のロケーション撮影が円滑に行われるための支援を行う公的団体である。具体的にはロケ撮影に際して、映像制作者と地域社会（自治体、施設所有者など）との間にフィルム・コミッションが入り、各種連絡・交渉などの調整係の役割を果たす。映像作品は撮影時や上映による経済効果が大きいため、フィルム・コミッションが映像作品の誘致活動などを積極的に行うこともある。

## 概要
フィルム・コミッションの主な業務は、ロケーションガイド（ロケーション・ハンティングの協力）、優遇措置の案内（自治体による優遇措置やキャンペーンの紹介）、許可の取得（施設使用許可等）、映像制作関連のリソース（撮影スタジオや録音スタジオの紹介、食事や資材の手配、宿泊場所や使用する自動車等に関する手配）などである。このほかエキストラの募集、パンフレットの製作や配布、エキストラ用の食事の手配なども行う。
フィルム・コミッションは世界各国に存在しており、市町村レベルの小さな組織から、国レベルの大きな組織まで様々な形態が存在する。
イギリスでは「スクリーン・エージェンシー」（Screen Agency）と呼ばれ、UKフィルム・カウンシル（英語版Wikipediaへのリンク）の傘下団体として、イギリス全土に9つの組織が存在する（en:Regional_screen_agencies）。
世界のフィルム・コミッションの業界団体として、1975年に設立された国際フィルム・コミッション協会（略称：AFCI、事務局：アメリカ・モンタナ州ヘレナ）が存在する。2006年の国際フィルム・コミッション協会の加盟メンバーは40か国299団体であり、アメリカ（167）、カナダ（29）の順に多く、ヨーロッパから58、アジアから17のメンバーが参加している。
アジア地域のフィルム・コミッションを統括する組織として、2004年10月に設立されたアジアン・フィルム・コミッションズ・ネットワーク（略称：AFCNet、本部：韓国・プサン）が存在する。
フィルム・コミッションは、1940年代後半のアメリカにおいて、映画会社がロケ撮影を円滑に実施する目的で、地方政府の交渉窓口として作られた組織がその源流である。この組織は、警察、高速道路のパトロール隊、道路管理局、消防署、公園警備官などとロケに関する調整を行った。アメリカにおいて初めて「フィルム・コミッション」という形で設立された組織は、1969年にコロラド州が立ち上げた「コロラド・フィルムコミッション」である。
日本では2000年以降、全国各地でフィルム・コミッションが整備されるようになった。（経緯については後述）
アメリカのフィルム・コミッションでは「映画の内容に関しては一切物申さず、脚本に書かれていることは全て実現する」という点が協力の大前提となっている。しかし、日本は施設の撮影利用にあたり、世界的に見ても厳格で煩雑な公的規制が多数存在しており、申請先も外部から分かりづらいという課題を抱えている。そのため、フィルム・コミッションだけでは解決困難な問題が多い。
2017年以降、日本政府の知的財産戦略本部内に日本におけるロケ撮影環境の改善を目的とした「ロケ撮影の環境改善に関する官民連絡会議」が設置され、年1回程度のペースで意見交換が行われている。

## アメリカのフィルム・コミッション
アメリカでは古くから映画が「産業」として認知されており、映画制作に対して官民共同の取り組みが行われている。そのため、日本のように「文化振興」を目的とした映画に対する公的支援ではなく、映画の撮影による雇用確保と市の収入増加を目的とする明確な産業支援政策の一環として、各州政府や自治体の一部門によってフィルム・コミッションが設置されている。
2006年現在、50州及びワシントンD.C.とプエルトリコの計52地域のうち、40以上の地域に160を超えるフィルム・コミッションが設立されている。フィルム・コミッションの数が最多なのはカリフォルニア州で、約60団体が州内に存在する。
アメリカのフィルム・コミッションのメンバーは数名規模のものが多く、1名のみの組織もある。また、有力なフィルム・コミッションでは、映像制作経験者が参加している組織も存在する。
アメリカの州によっては、映像制作産業に対してロケ実施時に下記の税制上の優遇措置が導入されている場合がある。
- 売上税・使用税の免除
- 所得税等の税額控除
- 宿泊税の免除
- 与信制度

支援措置の中心となるのは売上税・使用税の免除と所得税等の税額控除である。さらに、作品によってロケーション地が変わることから、所得控除そのものが州をまたいで取引対象とされている。ただし、アメリカ最大の映画産業が存在するカリフォルニア州ではこのような優遇措置を導入していないため、優遇措置を導入している他の州や、同様の優遇措置を設けているカナダ、メキシコなどにロケ地の「流出」が発生している。

## 日本のフィルム・コミッション
2000年以降、全国各地でフィルム・コミッションの整備が進められた結果、2021年現在の日本国内のフィルム・コミッションは約350団体であり、国内のフィルム・コミッションの数としては世界最多となっている。
その結果、日本国内でロケ撮影を実施する作品数が大幅に増加しており、2000年には282本だったものが、2008年には418本、2015年には2000年のほぼ2倍に当たる581本、2018年には613本となった。
邦画に限ると、2015年の国内興行収入上位32作品（うち実写22作品）のうち、フィルム・コミッションの支援を受けない実写作品はわずか1作品のみであった。2016年の邦画上位37作品では実写32作品中31作品、アニメーションは11作品中1作品がフィルム・コミッションの支援を受けている。2017年の邦画上位38作品のうち、実写28作品は全てフィルム・コミッションの支援を受けている。
日本の民間企業では「ロケーションサービス」という名称で、フィルム・コミッションとほぼ同様のサービスを行う部署を設置するケースがある（JR西日本や本州四国連絡高速道路など）。
また、日本のフィルム・コミッションは観光振興政策の延長線的位置づけとして、各都道府県庁、市役所、町村役場の観光課もしくは観光振興を目的とする外郭団体によって運営されている場合が多く、警察にも影響力を及ぼすことが可能なアメリカのフィルム・コミッションほど強力な権限を有していない。そのため、例えばアメリカのように道路を封鎖してカーアクションを撮影することは未だに困難な状況である。
現在、日本のフィルム・コミッションの連絡機関として2009年に設立された「特定非営利活動法人ジャパン・フィルムコミッション」（略称：JFC）が存在する。
ただし、JFCは民間団体であり、日本のフィルム・コミッションを全て統括するものではない。予算の関係などで、JFCに未加盟の小規模な市町村レベルのフィルム・コミッションが国内に多数存在する点にも留意が必要である。
近年、日本国内でフィルム・コミッションが整備された結果、全国の都道府県ほぼ全てに窓口が整備されており、都道府県レベルの窓口がJFC未加盟の団体も含めた市町村レベルのフィルム・コミッションを紹介するという流れができつつある。

### フィルム・コミッションの3要件
JFCが定義するフィルム・コミッションの要件は、以下の通りである。
- 非営利の公的機関であること
  - フィルム・コミッションは制作者との対等な立場を担保するため、撮影支援サービスに対する対価を受け取ってはならない[注釈 2]。
  - フィルム・コミッションのスタッフは、フィルム・コミッションの任務を個人的な利益と対立させてはならない。
  - フィルム・コミッションは、地域の自治体に所属する組織または地域の自治体が活動を支援している唯一の組織である必要がある。

- 撮影支援の相談に対するワンストップサービスの提供
  - トラブル等の把握、情報の集約などのため、フィルム・コミッションが一元的な相談窓口となっている必要がある。そのために、次の体制が整備されている必要がある。
    - 国や地方自治体における施設使用の許認可権を有する部局との協力体制
    - 地域内の企業・団体・住民等との信頼関係を保ち、民間施設の撮影支援要請を仲介可能な体制

- 作品内容を選ばないこと
  - 表現の自由を尊重する観点から、フィルム・コミッションは検閲行為を行ってはならない。
  - フィルム・コミッションはロケ候補地の管理者と制作者の仲介・連絡調整を行うものであり、対象作品に対する撮影支援の可否は施設などの管理者が決定する。
  - ただし、作品の内容を除く条件において地域が不利益を被る場合は、この限りではない。

### JFCの取り組み
JFCでは、撮影環境整備ならびに人材育成のため、以下の取り組みを実施している。
- フィルム・コミッション説明会（年1回）
映像制作者を対象に、地域の撮影支援の取り組み、フィルム・コミッションの活動の説明、各地域の特徴等を説明する。さらに、警視庁の協力を得て、撮影に関する道路使用に関する説明や、通達の説明、相談会も同時に実施している。

- 委員会の設置
映像作品に対する支援事例などを共有するとともに、関係者にヒアリング調査などを実施。フィルム・コミッションや地域側の注意喚起を行ったり、研修などの資料として活用している。

- JFC認定研修会（年1回）
新規にフィルム・コミッションの担当者となった人を対象に、基本的なフィルム・コミッション業務や映像制作の知識、撮影に関する道路交通法、関係する法律の知識などの研修会を実施。講師は警察庁関係者、弁護士、映像制作者、フィルム・コミッション経験者などで、毎年100名程度が受講している。同時に、実際の映像スタジオの見学なども行い、映像制作についても学んでいる。

- JFCスキルアップ研修会（年1回）
経験を積んだフィルム・コミッション担当者を対象に、最新事例を学んだり、地域で抱える問題や課題を共有し、フィルム・コミッション活動に活かす。

### 日本のフィルム・コミッションならびに関連事象の沿革
- 1988年
大阪でアメリカ映画『ブラック・レイン』の撮影が行われるが、フィルム・コミッションの不在により様々なトラブルが発生。以後、28年間にわたり大阪での海外作品の撮影は行われなかった[11]。（詳しくは後述）
- 1989年
福岡県北九州市が、映画やドラマ等の撮影誘致と支援の取組みを開始[12]。
- 2000年
  - 2月
「フィルム・コミッション設立研究会」発足。
大阪ロケーション・サービス協議会（現在の大阪フィルム・カウンシル）が日本初[注釈 3]のフィルム・コミッションとして設立される[13]。
  - 9月
北九州市が北九州フィルム・コミッションを設立[12][注釈 3]。
神戸市が神戸フィルムオフィスを設立[14]。
「フィルム・コミッション設立推進全国シンポジウム」開催。
  - 10月
横浜市が横浜フィルム・コミッションを設立[15]。
  - 11月
第13回東京国際映画祭において、国際シンポジウム開催。開会式の冒頭で、石原慎太郎都知事（当時）が「銀座でカーチェイスを撮れるようにする」と述べ、東京都のフィルム・コミッション設立を予告[10][16][17]。
- 2001年
  - 4月
石原都政の強い主導により、東京都のフィルム・コミッション「東京ロケーションボックス」が設立される[16]。東京ロケーションボックスが協力する初の海外作品として、リュック・ベッソン監督のフランス映画『WASABI』（2001年）が採択。
  - 8月
「全国フィルム・コミッション連絡協議会」設立。
- 2005年頃
アメリカ映画『ワイルド・スピードX3 TOKYO DRIFT』の日本ロケが行われるが、ゲリラ撮影[注釈 4]を行ったため、関係者が警視庁に拘束される[10][18]。
- 2008年
全国FC協議会の会員数が108団体に達する[1]。
- 2009年
  - 3月
「全国フィルム・コミッション連絡協議会」解散、翌月に特定非営利活動法人ジャパン・フィルムコミッションへ組織移行。
  - 4月
「特定非営利活動法人ジャパン・フィルムコミッション」設立。
- 2014年
日本のフィルム・コミッションが278団体となる[1]。
- 2016年
大阪フィルム・カウンシルが、福山雅治主演の中国映画『マンハント』のロケ誘致に成功する[11]。
日本政府が知的財産戦略本部「映画の振興施策に関する検討会議」を実施[19]。
- 2017年
日本政府の知的財産戦略本部内に「ロケ撮影の環境改善に関する官民連絡会議」が立ち上げられる。
日本のフィルム・コミッションが305団体となる[1]。
- 2019年
内閣府が試行的に「外国映像作品ロケ誘致プロジェクト」を実施。中国映画『唐人街探偵 東京MISSION』（2021年中国公開、原題「唐人街探案3」）と、アメリカ映画『G.I.ジョー:漆黒のスネークアイズ』（2021年世界公開予定）に対して補助金の交付を実施する。
日本のフィルム・コミッションが335団体となる[1]。

### 日本におけるフィルム・コミッション設立前史
フィルム・コミッション設立と直接関係するのかは不明だが、地元の人たちが映画製作に全面協力した例としては、群馬県高崎市で地元住民も参加して撮影された今井正監督作品『ここに泉あり』（1950年）や、広島市の一般市民8万8500人がエキストラとして参加したといわれる関川秀雄監督作品『ひろしま』（1953年）等、古くからある。但し、フィルム・コミッション設立の直接の切っ掛けとしては、大林宣彦監督が1980年代に、故郷・尾道で多くの地元賛同者の協力を得て撮影した「尾道三部作」（『転校生』（1982年）、『時をかける少女』（1983年）、『さびしんぼう』（1985年））が、フィルム・コミッションの先駆けとして評価されることが多い。キネマ旬報は1980年代の特集記事で「尾道三部作」を1980年代のキーワードの一つとして取り上げ、尾道三部作が各地方自治体にフィルム・コミッションを生む切っ掛けとなり、またアニメ作品の聖地巡礼（アニメツーリズム）の先駆けとなったと論じている。
ただし、生前の大林の発言によると、このような地元の協力事例は、アメリカにおけるフィルム・コミッションとは似て非なるものだという。
日本国内向けのCM撮影の監督を多く務め、アメリカロケの豊富な実務経験を有していた大林によると、フィルム・コミッションのルールで最も重要なのは「映画の内容に関しては一切物申しはせず、脚本に書かれていることは全て実現する」という点である。アメリカでは、仮に映画ロケにより街の施設が破壊されたとしても、潤沢な予算を持つ映画制作サイドがロケの終了後に修復を行い、むしろ以前存在した施設よりも立派なものを作るということが社会的に許容されている。
しかし、邦画の制作にかけられる予算はアメリカのハリウッド映画と比べるとはるかに少ないため、日本の場合、アメリカとは逆に地元からタイアップを始めとした支援をしてもらわなければならない状況であった。この点は、日本でフィルム・コミッションが設立されるようになってもほぼ同様である。
大林は生前、「アメリカと日本では国状も映画の存在の意味も異なるから、「フィルムコミッション」という呼び名をそのまま日本で使うのは誤解の元で、国際的な混乱を招くから、違う名称を考案したほうが良いよ」と主張していた。

### 北九州市の先駆的取り組み（1989年）
福岡県北九州市は、「修羅の国」「公害の街」「灰色の街」「暴力の街」というマイナスのイメージに長年悩まされていた。
北九州市のイメージを向上させるため、同市では自治体としては全国に先駆けて「北九州市広報室イメージアップ班」を設置し、1989年から国内外の映画・テレビドラマ等の誘致・支援への取り組みを開始した。北九州市が、映像振興のために1989年から1999年までの11年間に要した経費（人件費を除く）は1億円程度であったが、誘致したテレビ番組は合計475本に達し、宣伝効果は52億円にも登った。
その後、北九州市は広報室イメージアップ班を拡充する形で、2000年9月に「北九州フィルム・コミッション」を設立した。フィルム・コミッションとしての組織設立は、後述の大阪の方が北九州市より若干早い2000年2月であったが、大阪でロケ誘致・支援の検討を具体的に開始したのは1998年頃である。そのため、フィルム・コミッションとしての活動実態は北九州市が大阪より約10年先行しており、様々なノウハウを蓄積している。現在では、映像関係者の間で「不可能を可能にするロケ地」として、真っ先に北九州市の名前が挙がるようになり、他の地域では困難な爆破シーンや道路封鎖シーンなどが撮影できる体制が構築されている。
一般的に、フィルム・コミッションの活動は観光振興を兼ねているため、地元PRの要素を入れることが多いが、北九州市は他の都市の代替としてのロケも多数受け入れている。北九州フィルム・コミッションの担当者は「声をかけていただいた仕事には全て協力する。東京の代わりとしてのロケ地でも大歓迎」と語っており、2017年までに撮影された通算200本のうち、約半数が東京の代替ロケ地である。一例として、TBSドラマ『MOZU Season1』（2014年）では、東京・銀座での爆破シーンという設定で、小倉の市街地で実際の爆破ロケが行われた。

### 大阪における日本初のフィルム・コミッション設立とその経緯 (2000年)
2000年2月、日本初のフィルム・コミッションである「大阪ロケーション・サービス協議会」（現在の大阪フィルム・カウンシル）が官民協力の下、大阪で立ち上げられた。
大阪の地で日本初のフィルム・コミッションが設立された理由は、1988年に大阪ロケを実施したハリウッド映画『ブラック・レイン』（1989年）の苦い経験を教訓としていたことが、2016年3月の産経新聞の報道により明らかになっている。
以下、産経新聞の報道内容ならびに同作の監督を務めたリドリー・スコットの発言から、当時発生した問題の概要と、フィルム・コミッション設立に至る経緯を記す。
松田優作の遺作となったことでも有名な『ブラック・レイン』は、日本の大阪で本格的なロケを行った作品である。映画制作サイドはこの作品の制作に当たり、当時の岸 昌（きし・さかえ）大阪府知事から「（映画撮影に）できる限り協力する」との“お墨付き”をもらっていた。しかし、当時の日本にはフィルム・コミッションが存在しなかったため、映画制作サイドが撮影対象者や施設所有者と個別に撮影関連の交渉を行わざるを得ず、撮影時に様々な問題が発生した。各種資料から公式に判明している範囲でも、下記の問題が発生したことが明らかになっている。
- 大阪府庁舎内でのトラブル
大阪府庁舎で映画の撮影を開始したところ、映画制作側が雇った警備員が庁舎内の撮影現場付近の通行を制限したことに対して、大阪府の職員がクレームを入れてきた。また、映画のスタッフが撮影効果（スモーク）を目的として植物油を気化させたところ、庁舎内に白煙が充満して、大阪府側から厳重な抗議を受けた。そのため、映画制作側としては「府知事から協力の申し出があったのに、当の大阪府側からなぜこのような抗議を受けなければならないのか」という不満を抱くことになった[11]。

- 道路使用許可のトラブル
大阪の繁華街ロケに大阪府警からクレームがついたため、映画制作側は脚本の大幅な書き換えを余儀なくされ、日本ではカーチェイスなどの撮影許可も降りなかった[11]。この作品のクライマックスシーンとなる日本のヤクザ・佐藤（松田優作）と、アメリカの刑事・ニック（マイケル・ダグラス）のバイクによる逃走・追跡のシーンは、アメリカ・ナパバレーのぶどう畑で撮影された[注釈 6]。

- 大阪市中央卸売市場でのトラブル
『ブラック・レイン』DVD・ブルーレイに収録されているリドリー・スコットのオーディオ・コメンタリーによると、ロケに使用した大阪市中央卸売市場では、市場側との2ヶ月間にわたる交渉[注釈 7]の末、当初は2日間の撮影期間が確約されていた。しかし、その後市場側からの一方的な通告で撮影期間を1日間に短縮された挙句に、撮影延長をする場合は1日あたり25万ドル（1988年当時のレートで約3250万円）という法外な保証金を支払うように市場側から要求された。そのためやむを得ず無理なスケジュールを組み、わずか1日で大阪市中央卸売市場（魚市場）の全シーンの撮影を終えざるを得なかった。

このような日本ロケのトラブルが続いた結果、親日家であるリドリー・スコットが最終的に「二度とこの地（日本）では映画を撮らない」と激怒するところまで追い込まれてしまった。ハリウッドで「日本は規制が多く、映画ロケがまともにできない環境の国である」という悪評が広まった結果、その後28年間の長きにわたり、海外の大作映画（特にハリウッド映画）の大阪ロケは全く実施されなかった。
大阪では『ブラック・レイン』のロケ協力が不十分であったことを反省するとともに、大阪における映像制作の撮影依頼が多かったことから、それを活かす方策を考えるため、1998年頃に研究会を立ち上げた。2000年2月、映画撮影による経済効果や集客力強化を目的として、大阪府・大阪市・大阪商工会議所など地元の行政・経済界の協力により、「大阪フィルム・カウンシル」の前身となる「大阪ロケーション・サービス協議会」を、日本初のフィルム・コミッションとして発足させた。2015年以降は、公益財団法人大阪観光局の組織の一部となっている。
「大阪ロケーション・サービス協議会」を立ち上げた当初、大阪商工会議所専務理事と大阪ロケーション・サービス協議会会長を併任していた大野隆夫は2001年、日本商工会議所のインタビューに対して「我々FCとしては、ロケ地の提供を通じて地域の活性化を図り、直接的な経済効果や、関連産業の振興、海外での知名度を上げることを第一義に活動しています。それに加えて、もう一度映像、特に劇場公開用の映画を見直し、日本の今ある姿を過不足なく国の内外に伝えて行く有力な手段として，映像制作活動をみんなで支援し、その結果、クオリティーの高い文化性のある作品が生まれていくことに少しでも役立てればと思います」と答えている。
大阪フィルム・カウンシルでは映像作品の誘致と、映画制作サイドへの協力を行っている。その内容は撮影ロケ対象施設の紹介、施設管理者との間の借用交渉の代行、ホテル・駐車場・機材調達先などの紹介、ボランティアのエキストラ募集などである。
当初は大阪の企業や自治体に撮影交渉の窓口となる専門部署がなかったため、大阪フィルム・カウンシル側の低姿勢な依頼で何とか撮影協力が得られるような状況だったが、徐々に映像作品による広告効果が認識されるようになり、現在では協力作品数が年間150件程度で推移している。
産経新聞の記事によると、大阪フィルム・カウンシルが協力した作品の中で、難易度が高い課題をクリアした作品がこれまでに2つ存在する。
1つ目は『交渉人 THE MOVIE タイムリミット高度10,000mの頭脳戦』（2010年）。この作品では、臨海部の堺泉北港に位置する泉大津大橋（大阪府泉大津市）を封鎖してアクションシーンを撮影する必要があった。そのため、関連する運送業など約50社の同意を取り付け、配送時間などを調整してアクションシーンを撮影することができた。
2つ目は『プリンセストヨトミ』（2011年）。この作品では、大阪府庁前の上町筋（うえまちすじ）を封鎖して撮影を行う必要があった。大阪フィルム・カウンシルでは、封鎖のための関係機関との交渉を実施したり、2千人以上のエキストラによる群衆シーンの準備に協力して、大阪市内での撮影が無事終了した。
大阪フィルム・カウンシルでは、このような難易度の高い経験を積むことで、ノウハウを蓄積し、新たな課題も次に生かせるようになったと説明している。
このような大阪フィルム・カウンシルの地道な努力が海外でも認められ、2016年には福山雅治が主演するジョン・ウー監督の中国映画『マンハント』の大阪ロケ誘致に成功した。
2021年にはハリウッド映画の『G.I.ジョー:漆黒のスネークアイズ』の撮影が行われた。『ブラック・レイン』と同じくパラマウントによる配給であり、難色示す上層部をプロデューサーが説得し日本ロケを敢行、完成作を見た上層部も満足したという。

### 東京都のフィルム・コミッション設立 (2001年)
かつて東京都知事であった石原慎太郎は、自身も映画監督の経験を有している。また、実弟で俳優の石原裕次郎も、石原プロモーションで『西部警察』シリーズに代表されるアクション映画・ドラマなどの制作を多数行っていた。そのため、石原慎太郎は、日本における映画ロケで発生する問題点を熟知していた。石原慎太郎は産経新聞が報道する15年以上も前に、自身の公式サイトで『ブラック・レイン』の大阪ロケで発生した問題点を明確に指摘している。
以下に石原慎太郎が指摘する、日本の映画撮影ロケが抱える根本的な課題を要約する。
- アメリカと日本では映画制作に対する考え方が根本的に大きく異なる。アメリカでは、映画が産業として認知されている。これは、映画制作に対して官民共同の取り組みが行われていることと同義である。
- ニューヨークでは、市長室に「フィルム・コミッション」が設置されている。これは、日本の自治体の映画協賛のような文化支援ではなく、映画の撮影による雇用確保と市の収入増加を目的としたものである。また、市長室にフィルム・コミッションが置かれていることにより、市長の強力な権限に基づき、市警など関係部局との調整を行うことが可能となる。アメリカでは、このような映画制作に対する自治体の支援体制が整っているため、撮影手続も簡素である。
- しかし、日本では撮影許可を得るためには映画関係者が多くの所管を回る必要があり、さらに申請をどこで行えばいいのかも分かりにくい。同じ東京都所管の施設であっても都立公園の管理は各々の管理事務所、海上公園は埠頭公社、都庁舎は財務局などというように、個々の所管が異なっており、外部にはわかりにくい。

石原の主張は、アメリカでの実務経験を有する大林宣彦の生前の発言と概ね一致する。そして、石原は「（日本が）映画制作に対して無理解なため、日本を舞台とした作品が海外で話題になったという話を聞くことはほとんどない」と結論づけている。日本の行政の映画制作に関する無理解と制度的な欠陥が、現実のトラブルとなって噴出したのが、『ブラック・レイン』の大阪ロケだったのである。
このような課題を踏まえ、石原慎太郎は2000年11月、第13回東京国際映画祭の開会式において「銀座でカーチェイスを撮れるようにする」と述べた。大林宣彦によると、石原慎太郎は「東京がフィルム・コミッションに参加するなら、銀座を全封鎖してどんな戦闘シーンも撮らせる」と発言したという。
そして、石原都政時代の2001年4月20日に、大阪に続く形で東京都が所管するフィルム・コミッション「東京ロケーションボックス」が開設された。東京ロケーションボックスのロケ申請第1号は、リュック・ベッソン監督のフランス映画『WASABI』（2001年）であり、これまで東京都が許可しなかった場所が撮影場所として使用され、社会的に大きな話題を呼んだ。
ただし、石原慎太郎の想いが海外に十分に伝わっているとは未だにいえない部分がある。
一例として、アメリカ映画で日本を舞台にした作品『ワイルド・スピードX3 TOKYO DRIFT』（2006年）では、日本で撮影許可を得ることが困難であるとの前提の下に、東京都内などでゲリラ撮影を多数行った。監督の代役として逮捕される人物まで用意しており、実際に警視庁に拘束された。
そして、2021年現在も日本では撮影目的の道路封鎖のハードルが極めて高く、石原慎太郎が夢見た「銀座でのカーチェイス」は実現できていない。交通規制については、地方自治体レベルでは解決できない、国レベルの規制の問題が存在するためである。

## 日本のフィルム・コミッションの運営に関する課題
ジャパン・フィルムコミッションが作成した資料によると、日本のフィルム・コミッションが現在抱えている問題として、下記が挙げられている。
- フィルム・コミッションの人手不足
日本におけるフィルム・コミッションの支援作品件数は年々増えているものの、フィルム・コミッションの担当者数は平均0.8人にすぎない。ほとんどのフィルム・コミッションでは、観光業務などとの兼任で行っているためである。そのため常に人手不足の状態となっており、ロケ支援以外の活動がままならないことも多い。

- 撮影環境の整備
日本では許認可手続きが著しく煩雑であり、撮影に利用する施設によって警察（主に道路関係）、公安委員会（主に車両関係）、消防（主に観覧場、展示場関係）など窓口が多岐に分散している[注釈 10]。さらに、国として映像撮影許可の窓口の一元化ができていない。
一度許可が下りていたロケ地でも、その後許可が下りなくなる場合がある[注釈 11]。

- 人材育成の不足
大学との連携に地域差があり、学生の人材育成が十分できていない。また、英語力を有する人材が不足しており、海外からの撮影依頼に対応できない。

- 法的な課題
現在の日本の法制度では映像制作者に該当するビザが存在しないため、興行ビザで対応している。しかし、滞在先の事前申請が必要となったり、国内での興業収入が存在しないにもかかわらず、所得税の課税対象になるなどの不都合が多数発生している。

- インセンティブの不備
日本の映画に対するインセンティブは、基本的に単年度の助成金のみである。また、金額的には大規模作品には安すぎ、小規模作品には申請のハードルが高すぎる。

- その他、海外の映像制作者に対する日本ロケのプロモーション不足や、海外放映のみの作品[注釈 12]に対する費用対効果の算定が困難である。

## 政府主導による映像制作者との官民連絡会議の設立
近年、フィルム・コミッションが全国各地に設置されたことにより、以前と比べると日本国内におけるロケ撮影の環境は急速な勢いで改善されつつある。しかし、日本では未だに映画の経済効果への認識が十分とはいえない。例えば、撮影目的で道路使用の許可を得ることが著しく困難であったり、海外からの撮影関係者のビザの取り扱いの問題など、国家レベルで改善が必要な制度的問題が山積している。
映像制作関係者からの要望を背景として、2016年、日本政府は知的財産戦略本部「映画の振興施策に関する検討会議」を実施した。
この中で、「我が国における国内外の映像コンテンツのロケーション環境の整備を図り、地域でのロケを推進することによって、日本映画の更なる魅力の増進や、映像産業の技術の向上等の他、地域におけるロケによる経済効果等大きな効果が期待できる」と言及している。
この検討会議の取りまとめを踏まえた形で、「知的財産推進計画2017」（2017年5月16日、知的財産戦略本部決定）では「日本国内におけるロケ撮影の一層の環境整備を図るため、政府としてロケーション支援の強化を図ること」を明記した。
そして、2017年からは日本政府の知的財産戦略本部内に「ロケ撮影の環境改善に関する官民連絡会議」が立ち上げられ、年1回程度のペースでロケ環境の改善に向けた議論が実施されている。
内閣府では2019年、「外国映像作品ロケ誘致プロジェクト」を試行的に実施し、中国映画『唐人街探偵 東京MISSION』（2021年中国公開、原題「唐人街探案3」）と、アメリカ映画『G.I.ジョー:漆黒のスネークアイズ』（2021年世界公開予定）の日本ロケに対して補助金が交付された。フジサンケイグループの広告代理店であるクオラスによって外国映画のロケ誘致の経済効果に関わる調査が実施され、その結果が首相官邸のWebサイトで公開されている。

## 都道府県・政令指定都市におけるフィルム・コミッションの一覧（2021年現在）
本項では、全国の都道府県ならびに政令指定都市レベルのフィルム・コミッション（主に都道府県）または県庁などの窓口のリンクと、ジャパン・フィルムコミッションが掲載している地方別ブロックへのリンクを中心に示す。
市町村レベルの組織（政令指定都市を除く）は、文化庁のリンク集一覧（全国ロケーションデータベース FC一覧（文化庁））、各都道府県レベルのフィルム・コミッション、ジャパン・フィルムコミッションに地方ブロック別に掲載されているリンクなどを参照されたい。なお、以下の都道府県の順番は、総務省のコード順に基づく。

### 北海道・東北地方
- 北海道
北海道ロケーション連絡室（北海道庁 経済部 観光局）

- 札幌市（政令指定都市）
札幌フィルムコミッション（一般財団法人さっぽろ産業振興財団 映像産業振興課 映像産業振興係）

- 青森県
青森県では2021年3月現在、県や県の外郭団体の窓口は設置されていない。JFC非加盟の市町村レベルの団体として弘前市、つがる市、黒石市、むつ市にそれぞれフィルム・コミッションが存在し、NPO団体「青森フィルムコミッション」も活動を行っている。

- 岩手県
岩手県では2021年3月現在、県や県の外郭団体の窓口は設置されていない。市町村レベルではJFC加盟団体として盛岡市、奥州市、花巻市にフィルム・コミッションが存在する。詳細については、文化庁ならびにJFCのリンクを参照されたい。

- 宮城県、 仙台市（政令指定都市）
せんだい・宮城フィルムコミッション（公益財団法人 仙台観光国際協会）
※宮城県と仙台市では、フィルムコミッションの窓口を上記団体に統一している。その他、白石市にフィルム・コミッションが存在する。

- 秋田県
ヌーベルあきた（あきたロケ支援ネットワーク）（秋田県）

- 山形県
山形フィルムコミッション（山形市）
山形おきたまフィルムコミッション（山形県置賜総合支庁 観光振興室）
山形県は全国的に見ても若干ユニークな県と市の棲み分けとなっており、山形市周辺を山形市が運営する「山形フィルムコミッション」、置賜地方を山形県置賜総合支庁 観光振興室が運営する「山形おきたまフィルムコミッション」が管轄している。

- 福島県
ふくしまロケ支援ネット（公益財団法人 福島県観光物産交流協会）

- ジャパン・フィルムコミッションの地域リンク
ジャパン・フィルムコミッション 北海道ブロック
ジャパン・フィルムコミッション 東北ブロック

### 関東地方
- 茨城県
いばらきフィルムコミッション（茨城県 営業戦略部 観光物産課 フィルムコミッション推進室）

- 栃木県
栃木県フィルムコミッション（栃木県 産業労働観光部 観光交流課）

- 群馬県
ぐんまフィルムコミッション（群馬県 産業経済部 戦略セールス局 eスポーツ・新コンテンツ創出課）

- 埼玉県
ロケーションサービス｜埼玉県公式観光サイト ちょこたび埼玉（一般社団法人 埼玉県物産観光協会）

- さいたま市（政令指定都市）
さいたま市ロケーションサービス（さいたま市）

- 千葉県
千葉県フィルムコミッション（公益財団法人 ちば国際コンベンションビューロー）

- 千葉市（政令指定都市）
千葉市 経済農政局 経済部 観光プロモーション課

- 東京都
東京ロケーションボックス（公益財団法人 東京観光財団）

- 神奈川県
神奈川ロケーションサポートデスク（公益社団法人 神奈川県観光協会）

- 横浜市（政令指定都市）
横浜フィルムコミッション（横浜市）

- 川崎市（政令指定都市）
かわさきロケ情報（川崎市 市民文化局 市民文化振興室 映像のまち推進担当が、NPO法人 かわさきムーブアート応援隊と連携して運営）

- 相模原市（政令指定都市）
さがみはらフィルムコミッション（一般社団法人 相模原市観光協会）

- ジャパン・フィルムコミッションの地域リンク
ジャパン・フィルムコミッション 関東ブロック

### 甲信越・静岡地方
- 新潟県、新潟市（政令指定都市）
新潟県フィルムコミッション協議会（公益社団法人 新潟県観光協会）

- 山梨県
富士の国やまなしフィルム・コミッション（山梨県）

- 長野県

　　　信州フィルムコミッションネットワーク(長野県)
- 長野市

　　　ながのフィルムコミッション（公益財団法人 ながの観光コンベンションビューロー）
- 松本市

　　　松本フィルムコミッション　(一般社団法人 松本観光コンベンション協会)
- 上田市

　　　信州上田フィルムコミッション（一般社団法人 信州上田観光協会）
- 諏訪エリア(諏訪市・岡谷市・茅野市・下諏訪町・富士見町・原村)

　　　諏訪圏フィルムコミッション(諏訪地方観光連盟)
- 伊那市

　　　伊那谷フィルムコミッション(伊那市役所)
- 静岡県
静岡県フィルムコミッション連絡協議会（静岡県 スポーツ・文化観光部観光交流局観光政策課）

- 静岡市（政令指定都市）
静岡市フィルムコミッション（静岡市 総務局 市長公室 広報課 シティプロモーション係）

- 浜松市（政令指定都市）
浜松フィルムコミッション（浜松市 観光・シティプロモーション課 フィルムコミッション推進室）

- 沼津市
沼津フィルムコミッション（沼津市産業振興部観光戦略課）

- ジャパン・フィルムコミッションの地域リンク
ジャパン・フィルムコミッション 甲信越静ブロック

### 北陸地方
- 富山県
富山県ロケーションオフィス（富山県 観光・地域振興局観光課内）

- 石川県
金沢フィルムコミッション（公益財団法人 金沢コンベンションビューロー）
※石川県では、2021年3月現在、県や県の外郭団体の窓口は設置されていない。ただし、石川県内の撮影手配に関しては、金沢市の外郭団体である公益財団法人 金沢コンベンションビューローが運営する「金沢フィルムコミッション」が、実質的な窓口となっている。その他、市町村レベルのフィルムコミッションは、輪島市、内灘町に設置されている。詳細は「ジャパン・フィルムコミッション 中部ブロック」のリンクなどを参照されたい。

- 福井県
2021年3月現在、県や県の外郭団体の窓口は設置されていない。市町村レベルのフィルムコミッションは福井市、勝山市、敦賀市、小浜市に設置されている。なお、福井県は北陸3県で唯一、「ジャパン・フィルムコミッション 近畿ブロック」に分類されている（富山県、石川県は「中部ブロック」に分類）。

### 東海地方
- 岐阜県
岐阜フィルムコミッション（岐阜県 商工労働部 観光国際局 観光企画課 活用推進係）

- 愛知県
愛知県フィルムコミッション協議会（愛知県 観光コンベンション局 観光振興課）

- 名古屋市（政令指定都市）
なごや・ロケーション・ナビ（公益財団法人 名古屋観光コンベンションビューロー）

- 三重県
みえフィルムコミッション協議会（三重県 観光魅力創造課）

- ジャパン・フィルムコミッションの地域リンク（東海地方、富山県、石川県）
ジャパン・フィルムコミッション 中部ブロック

### 近畿地方
- 滋賀県
滋賀ロケーションオフィス（滋賀県 商工観光労働部 観光振興局）

- 京都府
2021年3月現在、府ならびに府の外郭団体の窓口は設置されていない。府内では舞鶴市、京丹後市などにフィルム・コミッションが設置されている。

- 京都市（政令指定都市）
京都市メディア支援センター（京都市 産業観光局 観光MICE推進室 メディア支援センター）

- 大阪府、大阪市（政令指定都市）
大阪フィルム・カウンシル（公益財団法人 大阪観光コンベンション協会）
※大阪では、政令指定都市である大阪市の手配も大阪フィルム・カウンシルが一括して担っている。

- 堺市（政令指定都市）
堺フィルムオフィス（公益社団法人 堺観光コンベンション協会）

- 兵庫県
ひょうごロケ支援Net（公益社団法人 ひょうご観光本部）

- 神戸市（政令指定都市）
神戸フィルムオフィス（神戸市 外郭団体）

- 奈良県
フィルムコミッション・奈良県サポートセンター（奈良県 文化・教育・くらし創造部 文化資源活用課）

- 和歌山県
わかやまフィルムコミッション（和歌山県 観光振興課、公益社団法人 和歌山県観光連盟）

- ジャパン・フィルムコミッションの地域リンク（近畿地方、福井県）
ジャパン・フィルムコミッション 近畿ブロック

### 中国地方
- 鳥取県
鳥取県フィルムコミッション（公益社団法人 鳥取県観光連盟）

- 島根県
島根フィルムコミッション（公益社団法人 島根県観光連盟）

- 岡山県、岡山市（政令指定都市）
岡山県フィルムコミッション協議会（公益社団法人 岡山県観光連盟）

- 広島県
広島県には窓口は設置されていない。福山市、尾道市、呉市、三原市、安芸太田町にフィルム・コミッションが存在する。

- 広島市（政令指定都市）
広島フィルム・コミッション（公益財団法人 広島観光コンベンションビューロー 魅力創造部）

- 山口県
山口県フィルムコミッション（山口県 観光プロモーション推進室）

- ジャパン・フィルムコミッションの地域リンク（中国）
ジャパン・フィルムコミッション 中国ブロック

### 四国地方
- 徳島県
徳島県ロケーション・サービス（一般財団法人 徳島県観光協会）

- 香川県
香川フィルムコミッション（公益社団法人 香川県観光協会）

- 愛媛県
えひめフィルム・コミッション（愛媛県経済労働部 観光交流局 観光物産課）

- 高知県
高知フィルムコミッション（公益財団法人 高知県観光コンベンション協会）

- ジャパン・フィルムコミッションの地域リンク（四国）
ジャパン・フィルムコミッション 四国ブロック

### 九州地方
- 福岡県、福岡市（政令指定都市）
福岡フィルムコミッション（福岡市 コンテンツ振興課）
※福岡フィルムコミッションは福岡市が運営している団体であるが、福岡県知事が顧問を務めている。福岡県内には北九州市の他に、柳川市、田川市、うきは市にフィルム・コミッションが存在する。また、フィルムコミッションとは異なるが、筑豊地域をアクション撮影特区にして、地元自治体などと協力して爆破シーンを町おこしを図ろうとする筑豊アクションプロジェクトが存在する。

- 北九州市（政令指定都市）
北九州フィルムコミッション[注釈 14]（北九州市市民文化スポーツ局）

- 佐賀県
佐賀県フィルムコミッション（佐賀県）

- 長崎県
長崎県フィルムコミッション（一般社団法人 長崎県観光連盟、長崎県文化観光国際部観光振興課）

- 熊本県
くまもとロケーションナビ（熊本県観光振興課）

- 熊本市（政令指定都市）
くまもとシティ・フィルムオフィス（熊本市観光政策課）

- 大分県
大分県ロケツーリズム推進協議会（大分県企画振興部　観光・地域局 観光・地域振興課、地元民間企業のTMエンタテインメントが事務局を担当）

- 宮崎県
宮崎フィルム・コミッション（宮崎県）

- 鹿児島県
ロケーション鹿児島（NPO法人かごしまフィルムオフィスが鹿児島県より運営を受託）

- ジャパン・フィルムコミッションの地域リンク（九州）
ジャパン・フィルムコミッション 九州ブロック

### 沖縄
- 沖縄県
沖縄フィルムオフィス（沖縄産業支援センター）
沖縄市KOZAフィルムオフィス（一般社団法人沖縄市観光物産振興協会）

- ジャパン・フィルムコミッションの地域リンク（沖縄）
ジャパン・フィルムコミッション 沖縄ブロック